# Surinaamse Karate Associatie
De Surinaamse Karate Associatie, ook wel Surinaamse Karate-Do Associatie (SKA), is een sportbond voor karate in Suriname. De bond is gevestigd in Paramaribo en is aangesloten bij het Surinaams Olympisch Comité, de Caribbean Karate Federation, en de World Karate Federation.
De SKA werd op 7 september 1982 opgericht door Cecil Tirion. Na een scheuring in de karatewereld werd de organisatie voortgezet door Wilfred Burgos. Tirion richtte een andere karatebond op, namelijk de Amateur Karate Unie (AKU) in augustus 1986.